# سوق موسمي

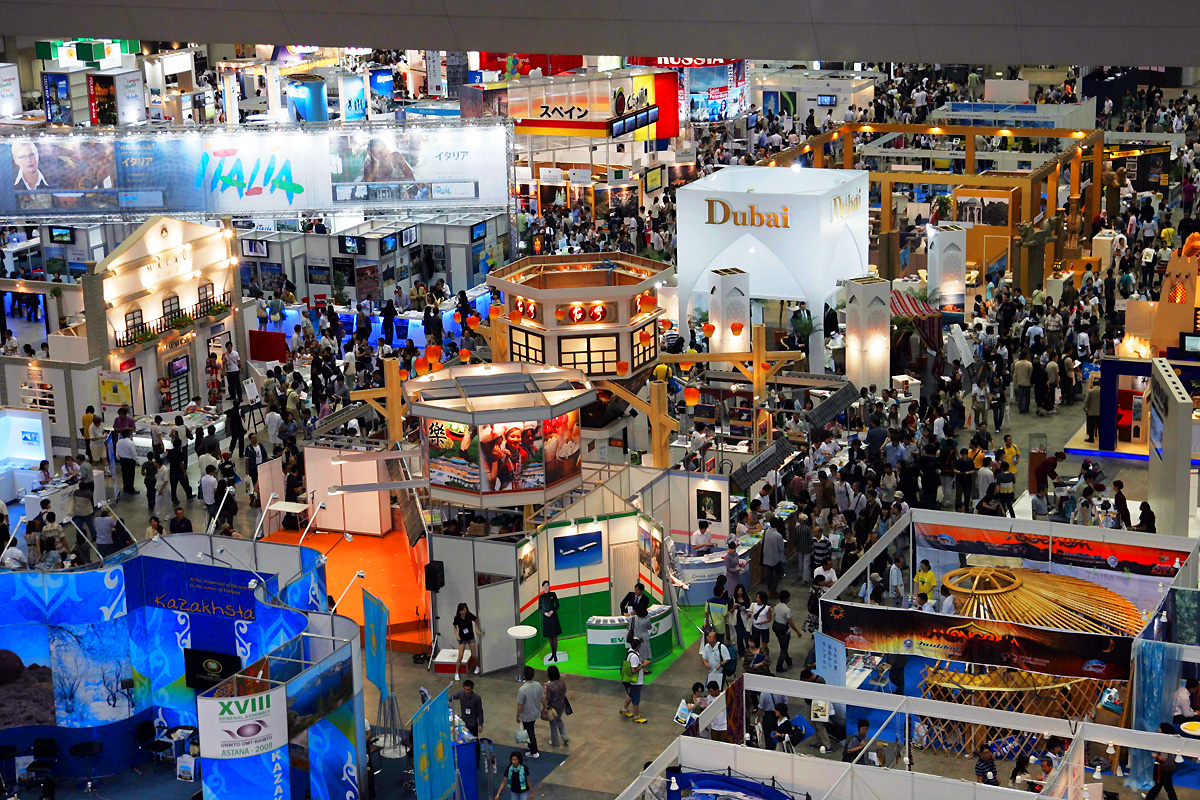
المجمع التجاري لتسهيل رحلات المسافرين.

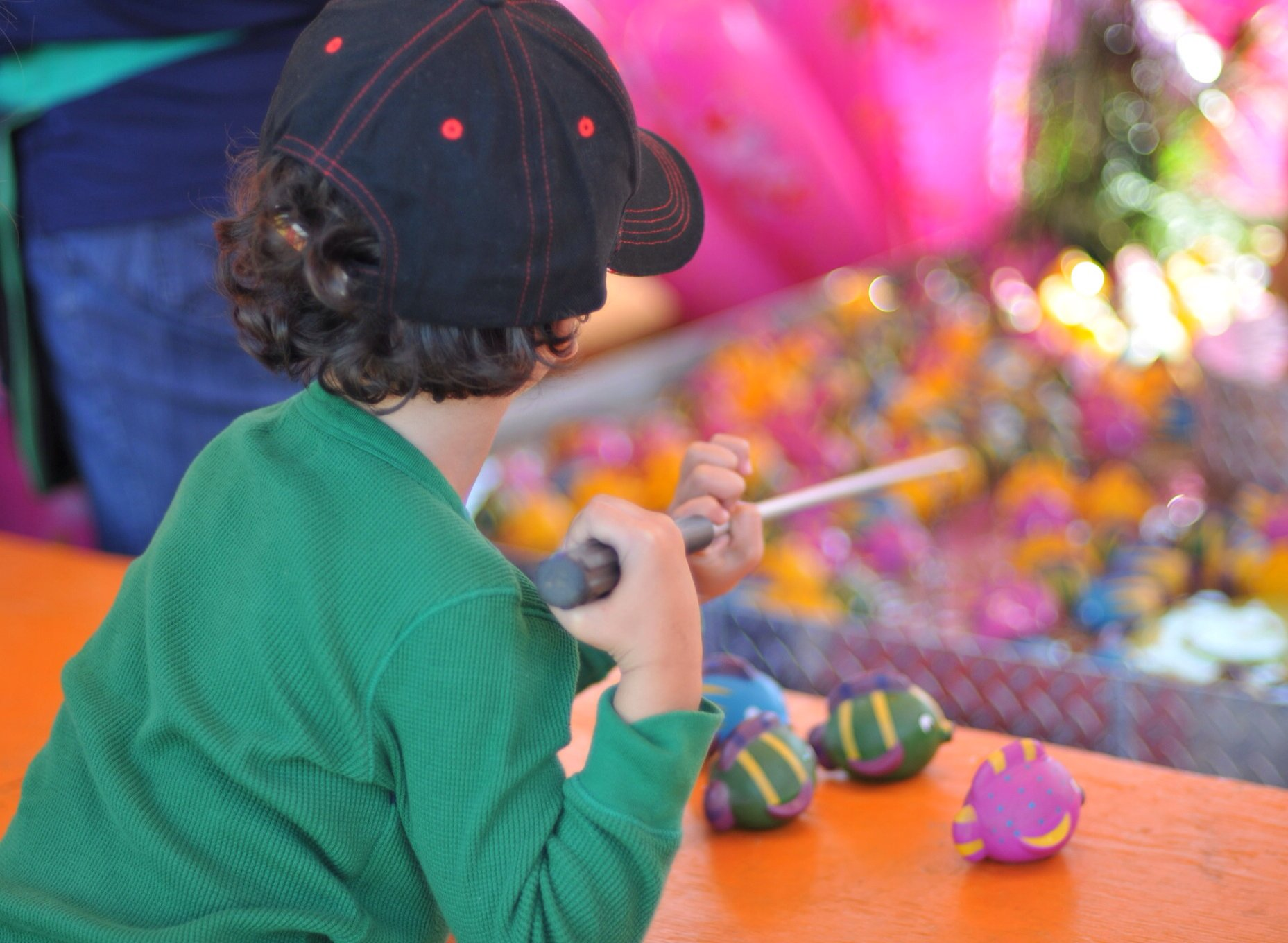
يصيد الصائد الصغير السمك من البركة ، في معرض روكتون العالمي ، بمهرجان الحصاد ، كندا ، 2010

السوق الموسمي (بالإنجليزية: faire)‏ هو احتشاد بشري لتعدد متنوع من نشاطات ترفيهية أو تجارية.
ومن جواهر المجمع التجاري بأن مواعيده مؤقته بمواعيد محددة تبدأ في بداية الفترة المسائية إلى عدة اسابيع.

## أنواع

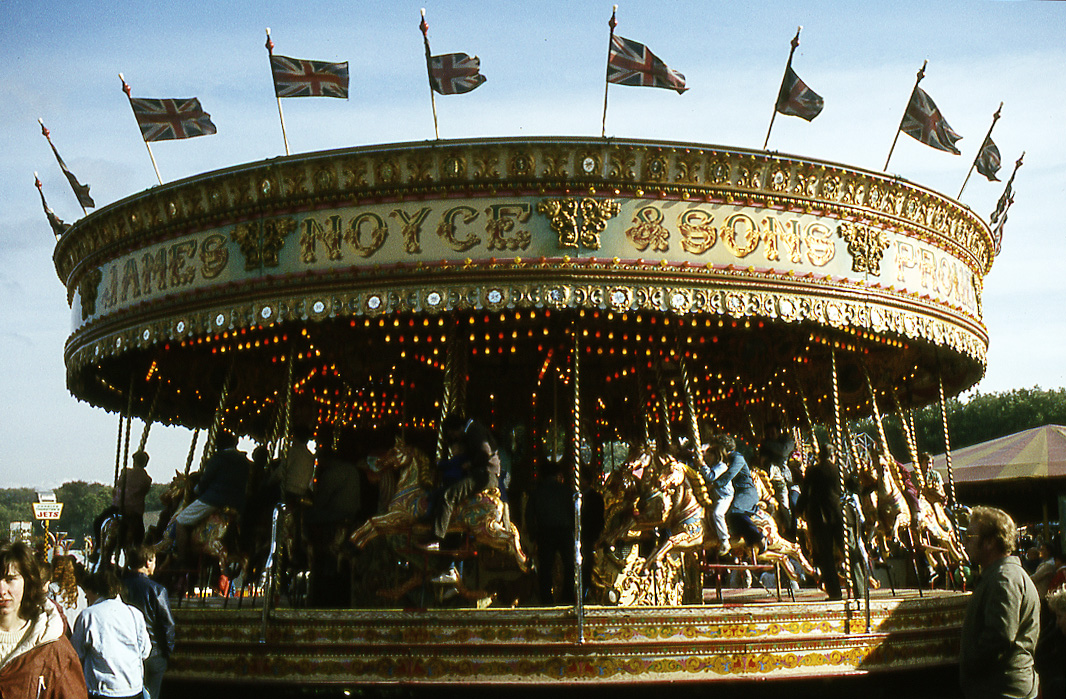
تعد المدوارة (المعروفة بالدوامة) هي من اسباب الملفته للمنظر ، ولكن ربما لا نراها في المجمعات التجاريه او الترفيهيه.

انضمام وجهات النظر في المجمعات التجارية من اولها لاخرها فيما يلي:
- مجمع المحافظة أو fête ، فعاليات ترفيهية بشكل جميل ودائم. يصنعونه سكان المحافظة الدائيمين فيها للاحتفال بموسم احتصاد الزرع والمسيرة الدينية.
- مكان العبادة، المجمع السنوي الذي يقام فيه معابد الديانات المختلفة.
- فعاليات / عربة السفر، فعالية ترفيهية يتكون من جولات التسلية وأكواخ للطهي وبيع الطعام وأكواخ بيع ألعاب الخفة والمهارة وأعمال الاثاره (الآن أقل رغبه) وأعمال الحيوانات.
- يحتفل مجمع طريق المدينة / المدينة أو السوق الرئيسي بطابع الحي والتجار المحليين.
- مجمع المقاطعة (الولايات المتحدة الأمريكية) وهو عرض عام يعرض المعدات والحيوانات والرياضة والترفيه المرتبط بالزراعة وتربية الحيوانات.
- معرض إقليمي أو ولاية، تجمع سنوي تنافسي وترفيهي. بما في ذلك المعارض أو المنافسين الذين فازوا بفئاتهم في المعارض المحلية.
- المعرض التجاري ، وهو معرض يتم تنظيمه بحيث يمكن للشركات في صناعة معينة عرض أحدث منتجاتها وخدماتها وعرضها، ودراسة أنشطة المنافسين، ودراسة اتجاهات وفرص السوق الحديثة.
- مهرجان، حدث يتم تنسيقه عادةً مع موضوع مثل الموسيقى أو الفن أو الموسم أو التقاليد أو التاريخ أو العرق أو الدين أو عطلة وطنية.

## تاريخ

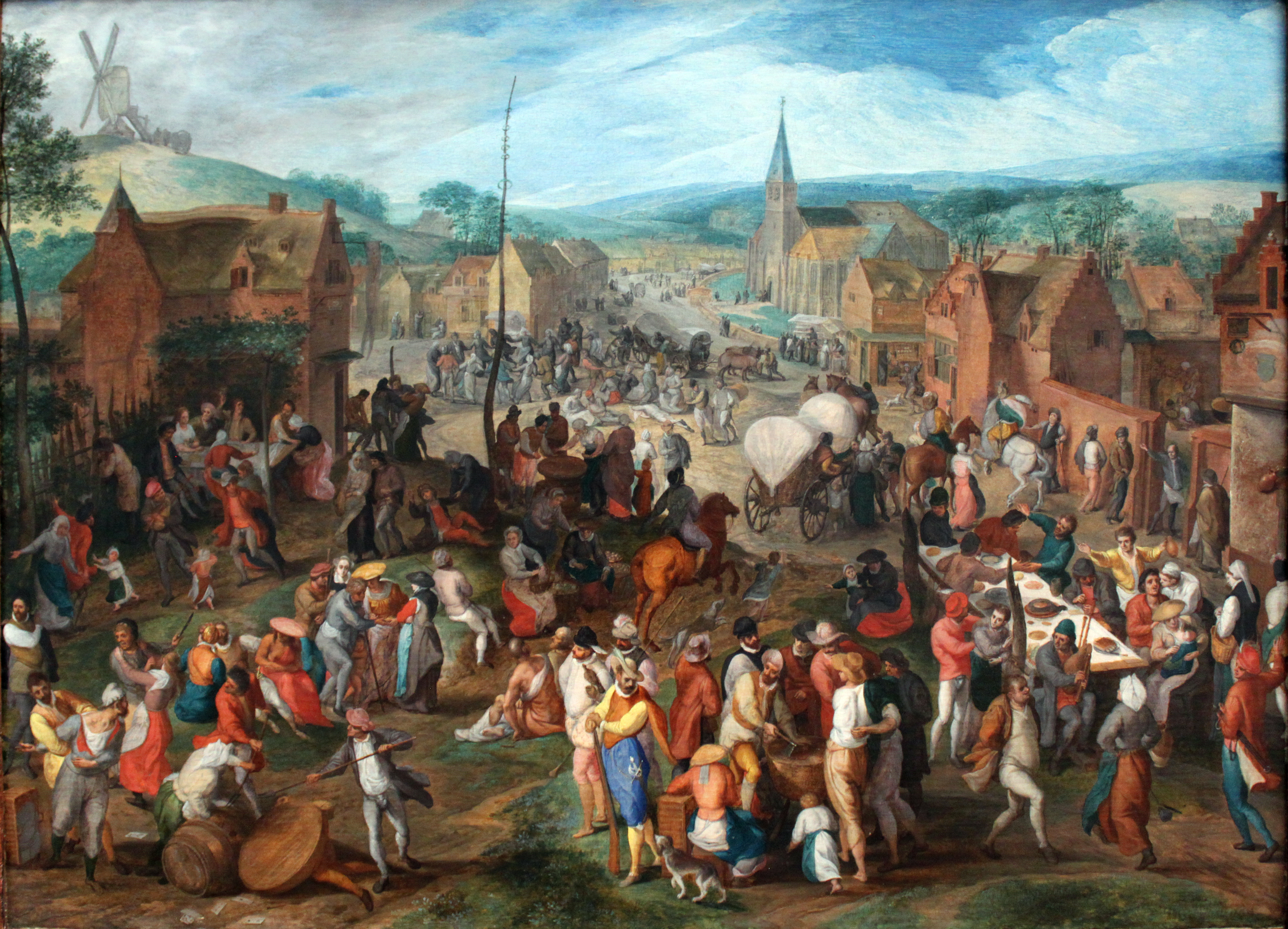
معرض القرية للفنان الفلمنكي جيليس موستارت 1590

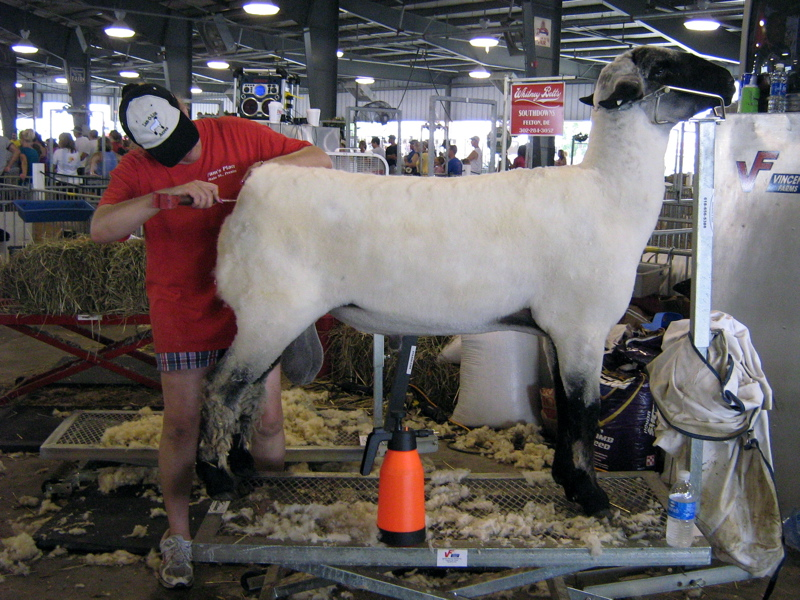
يمكن أن تشمل المعارض معارض للحيوانات ، وقبل المسابقات ، سيتم رعاية الحيوانات من قبل أصحابها

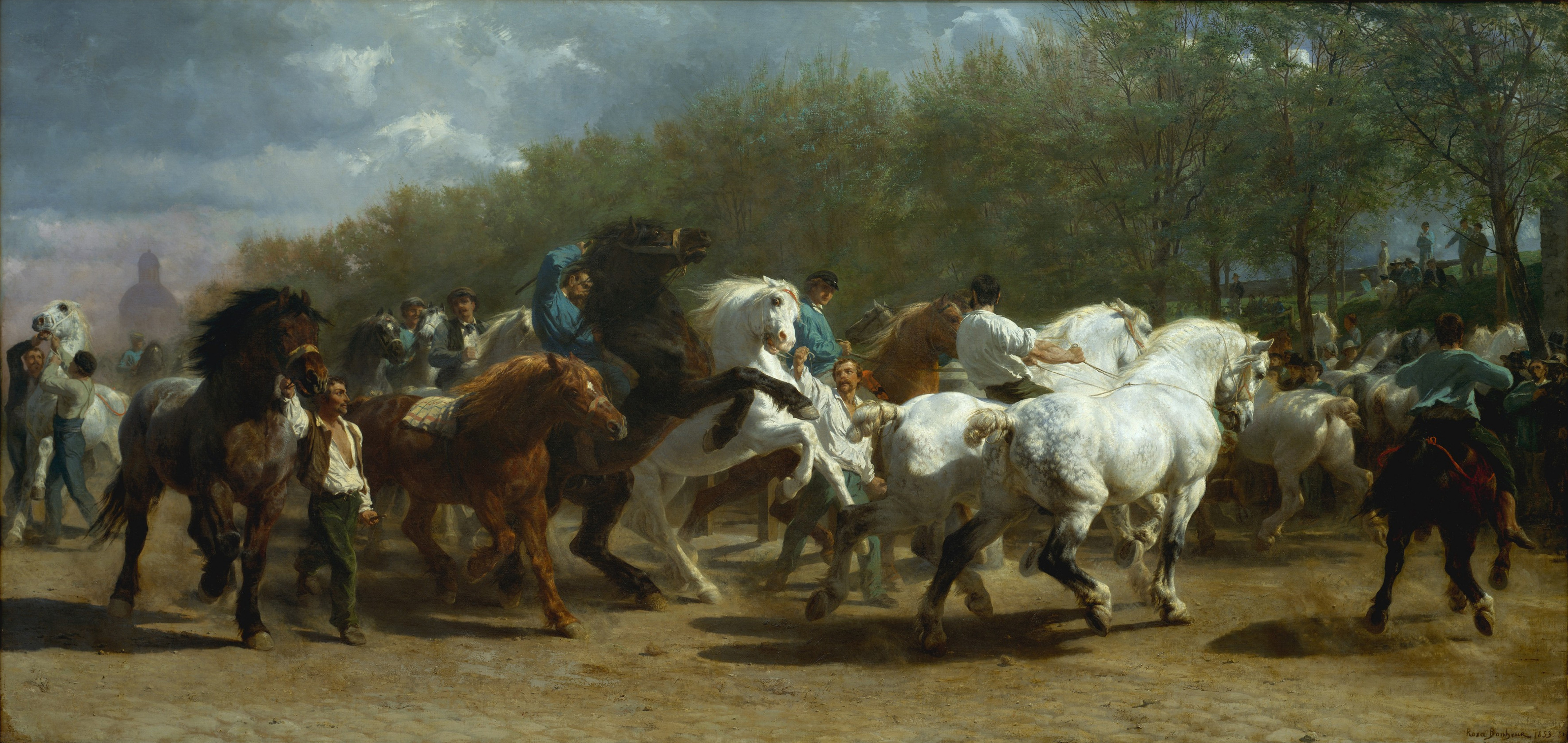
معرض الخيول ، لوحة روزا بونور (1852-1855)

يوجد استراحة لعمل والمرافعات بالمجمعات في رومانيا أعيادا، لأن { المقاطعات الرومانية في يهودا وسوريا وفلسطين } ، ومنع { زعماء اليهود } من المشاركة في المعارض في مناطق معينة.
و تعد الطبيعة الدينية للمعارض تتعارض مع الممارسة المقررة لليهودية.
لقد تطورت العديد من المجمعات كمعارض ذات فترة قصيرة (مؤقته) لأنها ذات أهمية خاصة للاقتصاد الدولي وقطع المسافات الطويلة، وحين ذلك يرحلون تجار الجملة لعدة أيام في العصور الوسطى (سقوط الامرطورية الرومانية) . وتعد المعارض حيث يمكنهم التأكد من تلبية تلك التي يحتاجون إليها للشراء أو البيع إلى. عادة ما كانت المعارض مرتبطة بمناسبات دينية مسيحية خاصة، مثل يوم القديس في الكنيسة المحلية. تم توثيق (Stagshaw) في إنجلترا، بعقد معارض سنوية منذ عام 1293 وتتألف من مبيعات الحيوانات. إلى جانب المعرض الرئيسي الذي أقيم في 4 يوليو، استضافت المدينة أيضًا معارض أصغر على مدار العام حيث تم بيع أنواع معينة من الحيوانات، مثل واحد للخيول وواحد للحملان وواحد للنعاج.
يعد Kumbh Mela ، الذي يقام كل اثني عشر عامًا، في الله أباد وهاردوار وناشيك وأوجين أحد أكبر المراكز في الهند، حيث تجمع أكثر من 60 مليون شخص في يناير 2001، مما يجعله أكبر تجمع في أي مكان حول العالم.
أصبحت منظمة 4-H جمعية تقليدية، لان المراكز في الولايات المتحدة ما يصل إلى 150 مليون شخص كل صيف. تتنوع مسابقات الأطفال في المعارض الأمريكية من الاهتمام بالحيوانات الأليفه إلى الروبوتات.

## ميراث

### الآثار القانونية
بدأت اعداد كبيرة من الناس تحذر وتهدد بعض المجمعات، التي توخرت الحذر وومن المحتمل ان يؤدي ذلك إلى تدهور استقرار النظام واعمال شغب.
وثم بعد ذلك تم منح إقامة بأمر ملكي موثق.
ولعل انها منذ البداية كان يُسمح لهم فقط في البلدات والأماكن التي يمكن فيها الاستقرارعلى النظام لانه يجب تواجد حاكم أو مسؤول عنها. في وقت لاحق تم منح مزايا مختلفة لمراكز معينة، مثل مكافأه وضع عطلة لمركز أو حماية ضد الاعتقال لقوانين محددة طوال مدة المعرض.
فقد سُمح للمسؤولين بإنصاف أولئك الذين حضروا معرضهم؛ وقد أدى ذلك إلى وجود محكمة في أصغر معرض للفصل في الجرائم والنزاعات التي تنشأ داخل أرض المعارض. كانت تسمى هذه المحاكم محكمة مسحوق pye (من الفرنسية القديمة pieds pouldres ، حرفيا «أقدام متربة»، بمعنى تاجر متجول، من اللاتينية في العصور الوسطى pedes pulverosi).

### في الفن واللغة
وبلا شك يبدو ان مركز البنك Stagshaw قد علم بإلهام من المذهب السياسي مع حشد من الناس والحيوانات والأكواخ العامية، ان نيوكاسل «مثل معرض ستيجي بانك» لوصف االمذهب السياسي.
تم نشر هذه المقاطعة من مركز المقاطعة الأمريكية في الاخبار والصحف والمجلات في شبكة ويب هارلوت أي بي هارت.